# Hispania Airways
Hispania Airways fue una sociedad-touroperador español dedicado a los paquetes turísticos chárter y la concertación de actividades aéreas con base en el Aeropuerto Internacional Federico Garcia Lorca.[cita requerida] Realizó su primer vuelo el 6 de diciembre de 2012, entre las ciudades de Granada y París. Cesó su actividad el 21 de diciembre de 2012 tras quince días de andadura.

## Historia
La compañía fue registrada como Sociedad Limitada con un capital social de 3006€ el 19 de julio de 2011 (ampliado posteriormente a 30 000 € el 11 de enero de 2012), bajo el objeto de la explotación del transporte aéreo de personas, equipajes, mercancías de todas clases y correo. La compañía fue presentada al público en octubre de 2012 en una rueda de prensa en la Diputación de Granada, contando entre los asistentes el Presidente de la Diputación de Granada Sebastián Pérez Ortiz y el Alcalde de Granada José Torres Hurtado.
Hispania Airways tenía su centro de operaciones en el Aeropuerto Internacional Federico Garcia Lorca, dónde tenía pensado comercializar en una primera fase cinco rutas, Madrid, Barcelona, París, Roma y Londres. En una segunda fase tenía planeado aumentar sus frecuencias a Gran Canaria, Tenerife, Lisboa y Marraquech.
El primer vuelo comercial tuvo lugar el día 6 de diciembre con destino París, y durante los días siguientes solo ofreció un vuelo a París, con intención de iniciar conexiones a Roma y Londres (el 21 de diciembre), rutas que no llegó a inaugurar, cancelando las rutas a Madrid y Barcelona antes de iniciar dichas conexiones por la baja ocupación prevista. Quedando las cinco primeras rutas iniciales en solo tres, de las que se quedaron en solo dos.
La compañía cesó su actividad el 21 de diciembre de 2012, quince días después de su primer servicio. La causa del cese fue la ruptura de contrato de emisión y venta de billetes por parte de Vista Travel, touroperador granadino que se encargaba de la venta y emisión de billetes de la compañía.

## Estafa a los usuarios
Al parecer, Hispania Airways operaba sin licencia, y tras cerrar un gran número de afectados han quedado desamparados ya que Aena y el aeropuerto en cuestión no se hacen responsables, pudiendo calificarse este caso como una estafa.
La propia compañía ha tenido abiertas plataformas de afectados en diversas redes sociales así como una página web dedicada. Actualmente esta última ha desaparecido y las de las redes sociales se encuentran desactualizadas, desatendidas y llenas de clientes esfados.

## Destinos
Entre los destinos a los que tenía pensado unir desde Granada en una primera fase se encontraban:
- París
- Roma
- Londres
- Madrid
- Barcelona

Tuvo como proyecto inicial para una segunda etapa las rutas desde Granada a:
- Tenerife
- Gran Canaria
- Lisboa
- Marraquech.

## Flota
Hispania Airways alquiló un avión modelo McDonnell Douglas MD-87 en régimen de wet-lease de la aerolínea rumana Medallion Air.
La previsión inicial de la compañía era operar con aviones del tipo Airbus A320.

## Presidentes de Hispania Airways
- Luis Araque Rodríguez (2011-2012)